# Fresnes-sur-Escaut
Fresnes-sur-Escaut è un comune francese di 7 762 abitanti situato nel dipartimento del Nord nella regione dell'Alta Francia.

## Società

### Evoluzione demografica
Abitanti censiti